# Canalipalpata
Los canalipalpados (Canalipalpata) son un grupo de gusanos sedentarios que no tienen dientes ni mandíbulas y que está constituido por gusanos tubícolas, de abanico o plumeros, habitando en el fondo marino, incluso asociados a respiraderos hidrotermales. Se suelen clasificar como un orden de la subclase Palpata, clase Polychaeta y filo Annelida.
La mayoría son filtradores y tienen palpos acanalados cubiertos de cilios. Estos cilios se utilizan para transportar partículas de alimentos a la boca.
Se ha postulado que el grupo conocido como el filo Pogonophora sería en realidad un canalipalpado, por lo que se le ha reclasificado como la familia Siboglinidae dentro de Sabellida. Sin embargo, los pogonóforos no presentan cilios ni surcos o canales, además su posición filogenética es contradictoria y podría situarse fuera de Canalipalpata.

## Familias
Canalipalpata tiene la siguiente taxonomía:
- Orden Sabellida
  - Familia Fabriciidae
  - Familia Oweniidae
  - Familia Sabellariidae
  - Familia Sabellidae
  - Familia Serpulidae

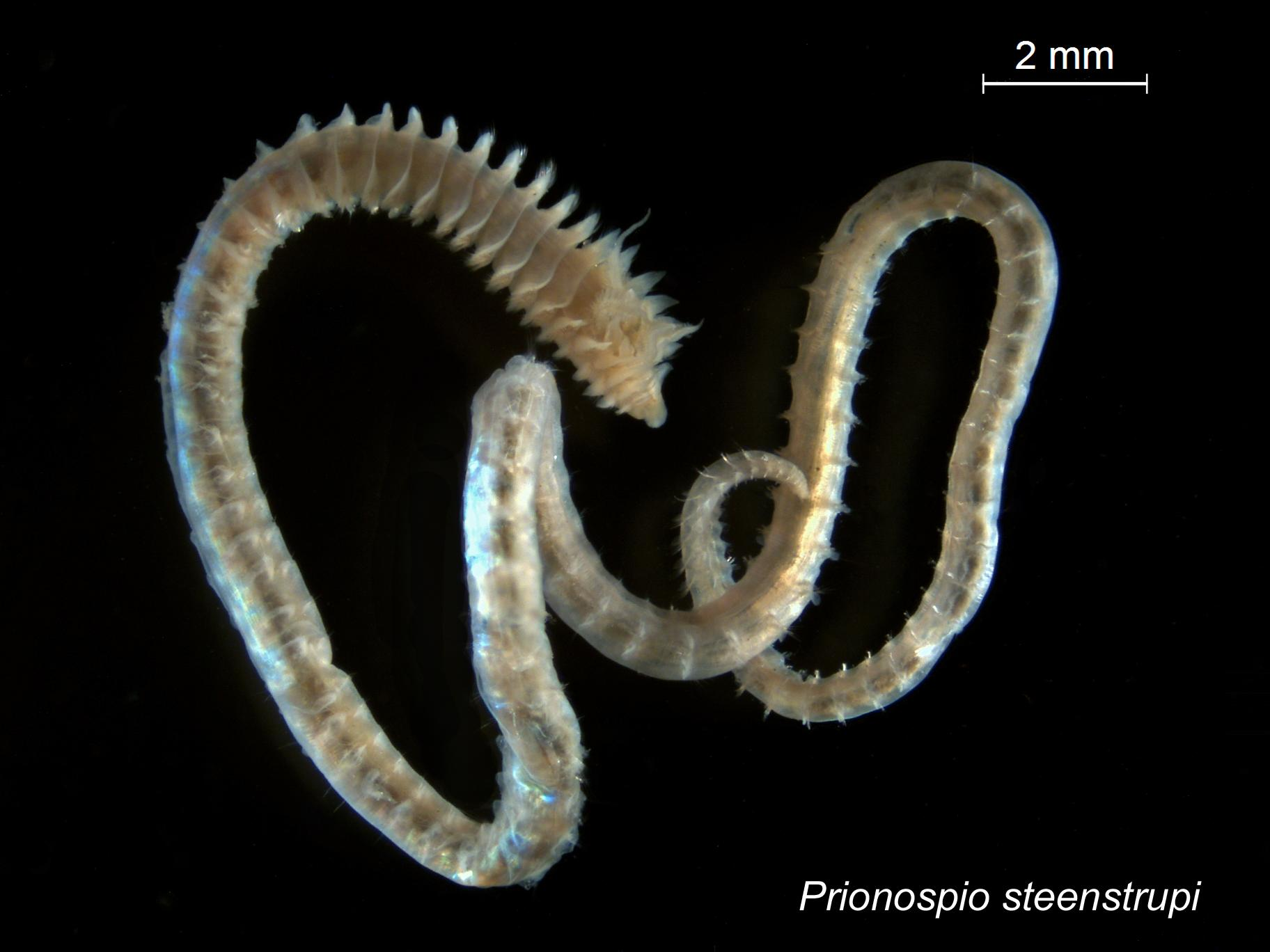
Prionospio (Spionida)

  - Familia Siboglinidae o Pogonophora

- Orden Spionida
  - Familia Apistobranchidae
  - Familia Longosomatidae
  - Familia Poecilochaetidae
  - Familia Spionidae
  - Familia Trochochaetidae
  - Familia Uncispionidae

- Orden Terebellida
  - Suborden Cirratuliformia
    - Familia Acrocirridae
    - Familia Cirratulidae
    - Familia Fauveliopsidae
    - Familia Flabelligeridae
    - Familia Sternaspidae

  - Suborden Terebellomorpha
    - Familia Alvinellidae
    - Familia Ampharetidae
    - Familia Pectinariidae
    - Familia Terebellidae
    - Familia Trichobranchidae

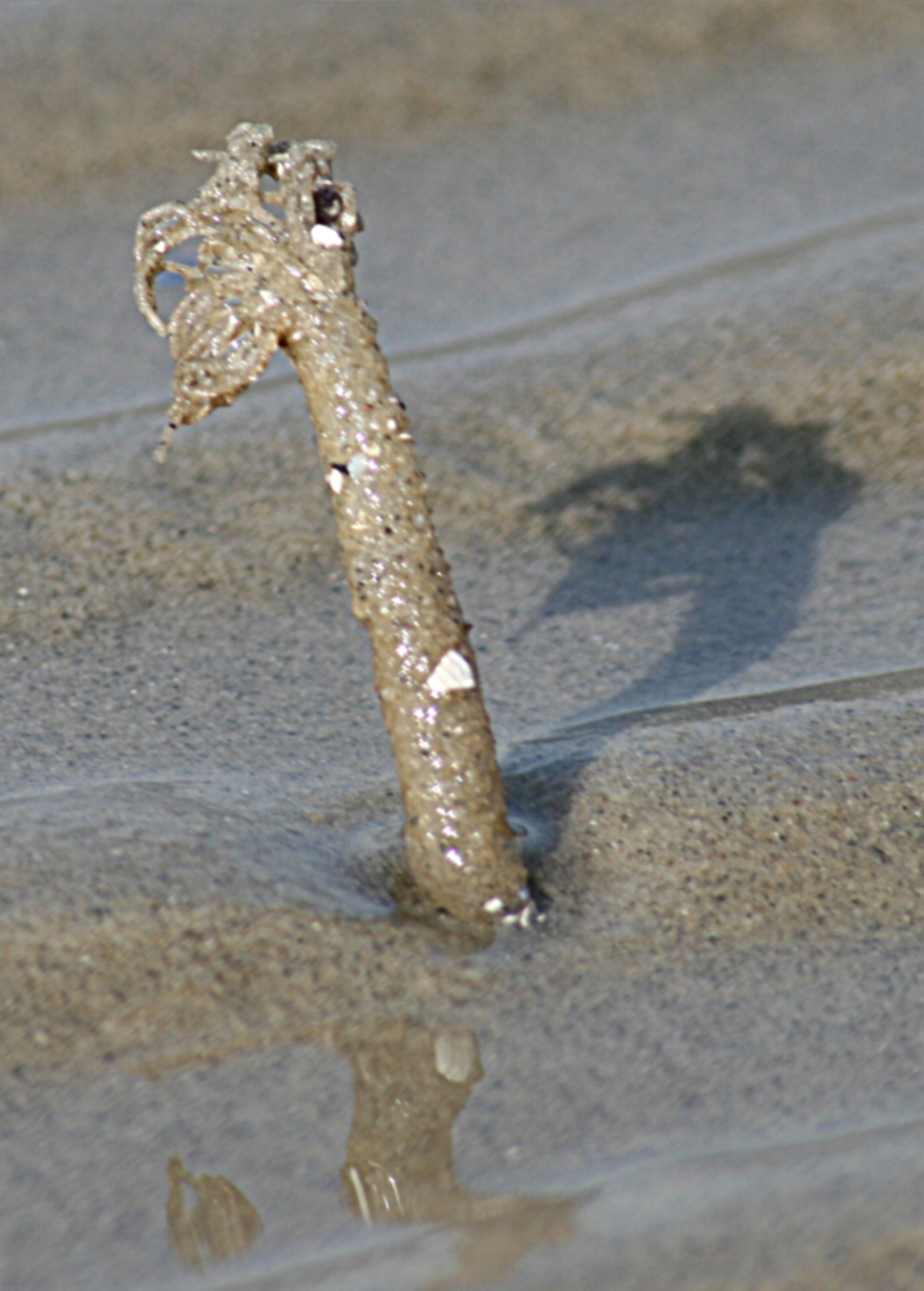
Tubo vivo de Lanice (Terebellomorpha) en el mar de Frisia durante marea baja. Tales estructuras se pueden preservar como fósiles.

- Incertae sedis (posibles poliquetos basales)
  - Familia Chaetophteridae
  - Familia Magelonidae